# Vranik
Vranik falu Horvátországban Lika-Zengg megyében. Közigazgatásilag Lovinachoz tartozik.

## Fekvése
Gospićtól légvonalban 28 km-re, közúton 37 km-re délkeletre, községközpontjától légvonalban 4 km-re, közúton 9 km-re északra a Likai-mező délkeleti részén, a Likai-középhegység lábánál, a Pločai-szorostól délre fekszik.

## Története
Területe már az ókorban lakott volt, ezt igazolják a határában levő barlangokban talált illír eredetű cseréptöredékek. A középkorban Jurašević nevű település állt a helyén, melynek neve a falu pusztulásával együtt a feledésbe merült. A falu feletti 797 méteres „Gradina” nevű magaslaton a középkorban vár is állt, melyet Mercator térképe ábrázol először. A környező terület birtokosa a Mogorović nemzetség volt, valószínűleg ők voltak a vár építtetői is. 1577-ben a török által elfoglalt várak között sorolják fel. A török 1527-ben szállta meg a Lika területét, melynek lakossága elmenekült. Az újratelepítés első szervezője Marko Mesić volt aki 1691 és 1712 között lényegében teljesen újratelepítette a területet. Az új lakosság többségét bunyevácok képezték akik a Tengermellék és Észak-Dalmácia területéről érkeztek. Lakói az otocsáni ezred keretében katonai határőrszolgálatot láttak el. A 18. század közepén Gospić székhellyel újraszervezték a likai határőrezredet és a század székhelye Lovinac lett. A katonai közigazgatás 1881-ben szűnt meg, amikor a területet integrálták a polgári közigazgatásba. Megalakult Lika-Korbava vármegye és benne Lovinac község, melyhez Vranik is tartozott. 1857-ben 566, 1910-ben 356 lakosa volt. A trianoni békeszerződés előtt Lika-Korbava vármegye Gračaci járásához tartozott. Ezt követően előbb a Szerb-Horvát-Szlovén Királyság, majd Jugoszlávia része lett. 1991-ben lakosságának 98 százaléka horvát volt. A honvédő háború során még ez év szeptemberében elfoglalták a szerb szabadcsapatok, katolikus kápolnáját felrobbantották. A horvát hadsereg 1995. augusztus 6-án foglalta vissza a települést. A falunak 2011-ben mindössze 7 lakosa volt.

## Lakosság
| Lakosság változása | Lakosság változása | Lakosság változása | Lakosság változása | Lakosság változása | Lakosság változása | Lakosság változása | Lakosság változása | Lakosság változása | Lakosság változása | Lakosság változása | Lakosság változása | Lakosság változása | Lakosság változása | Lakosság változása | Lakosság változása |
| ------------------ | ------------------ | ------------------ | ------------------ | ------------------ | ------------------ | ------------------ | ------------------ | ------------------ | ------------------ | ------------------ | ------------------ | ------------------ | ------------------ | ------------------ | ------------------ |
| 1857               | 1869               | 1880               | 1890               | 1900               | 1910               | 1921               | 1931               | 1948               | 1953               | 1961               | 1971               | 1981               | 1991               | 2001               | 2011               |
| 566                | 554                | 439                | 402                | 424                | 356                | 318                | 291                | 221                | 192                | 141                | 98                 | 74                 | 49                 | 19                 | 7                  |

## Nevezetességei
- A falu Lovinac felé eső határában magasodó Gradina hegyen állt Vranik vára négyszög alaprajzú volt. A déli oldalhoz három torony illeszkedett, melyek közül ma csak a déli és a keleti torony falai látszanak.
- Assisi Szent Ferenc tiszteletére szentelt kápolnája 1894-ben épült. 1991 szeptemberének végén a szerbek felrobbantották. 1998-ban minisztériumi támogatással újjáépítették.